# Rhodacarus coronatus
Rhodacarus coronatus är en spindeldjursart som beskrevs av Berlese 1920. Rhodacarus coronatus ingår i släktet Rhodacarus och familjen Rhodacaridae. Inga underarter finns listade i Catalogue of Life.